# Śliz rosyjski
Śliz rosyjski (Oxynoemacheilus merga) – gatunek słodkowodnej ryby karpiokształtnej z rodziny Nemacheilidae.

## Występowanie
Dorzecza rzek Kubań, Kuma, Terek i Sułak w północnym Kaukazie.

## Długość ciała
Dorasta do 10 cm długości.